# Gesneria filipes
Gesneria filipes là một loài thực vật có hoa trong họ Tai voi. Loài này được Alain mô tả khoa học đầu tiên năm 1976.